# Volemitol
Volemitol je prirodni šećerni alkohol sa sedam ugljenika. On je supstanca koja ze široko rasprostranjena u biljkama, crvenim algama, gljivicama, mahovini, i lišajevima. On je isto tako prisutan u lipopolisaharidima iz E. coli. U pojedinim višim biljkama, kao što je Primula, volemitol ima više važnih fizioloških uloga. On funkcioniše kao fotosintetički produkt, floem translokat, i skladištni ugljeni hidrat.
On se koristi kao prirodni zaslađivač.
Volemitol je prvo izolovan kao bela kristalna supstanca iz pečurke Lactarius volemus 1889.